# Саєнко Ніна Олександрівна
Ні́на Олекса́ндрівна Сає́нко (*24 січня 1944, Борзна Чернігівської області) —українська мисткиня декоративного мистецтва, мистецтвознавиця, музеєзнавиця,публіцистка, членкиня Національної спілки художників України (1989), Національної спілки майстрів народного мистецтва України (1993), Європейської текстильної асоціації/ETN (1995), Всеукраїнського жіночого товариства імені Олени Теліги (2003), Кавалер Ордена княгині Ольги III (2005) і ІІ (2015) ступеня, лауреатка міжнародної Літературної премії української діаспори США (2009), заслужена діячка мистецтв України (1998), президентка Міжнародного благодійного «Фонду Олександра Саєнка» (2006).
Твори (килими, гобелени, мозаїки соломою, вибійки) зберігаються у 20 музеях України, в національних і зарубіжних музейних та приватних зібраннях (Австралія, Бельгія, Велика Британія, Канада, Німеччина, Росія, США, Фінляндія, Франція).

## Звання та нагороди
- Заслужений діяч мистецтв України (1998) —за значний особистий внесок у розвиток культури і мистецтва України, вагомі творчі здобутки.[2]
- Кавалер Ордена княгині Ольги III ступеня (2005).[3]
- Кавалер Ордена княгині Ольги ІІ ступеня (2015)[4]
- Кавалер ордена святої Великомучениці Варвари (2008)
- Лауреат Міжнародної Літературної премії фундації Івана Багряного української діаспори США, заснованої родиною Воскобійників (2009) за книгу «Олександр Саєнко: До становлення і розвитку українського монументально-декоративного мистецтва XX століття».
- Відзнака «За збереження народних традицій» Міністерства культури України та Національної спілки майстрів народного мистецтва України(2009)
- Кавалер Орден святого рівноапостольного князя Володимира III ступеня (2019)

## Життєпис і творчий шлях

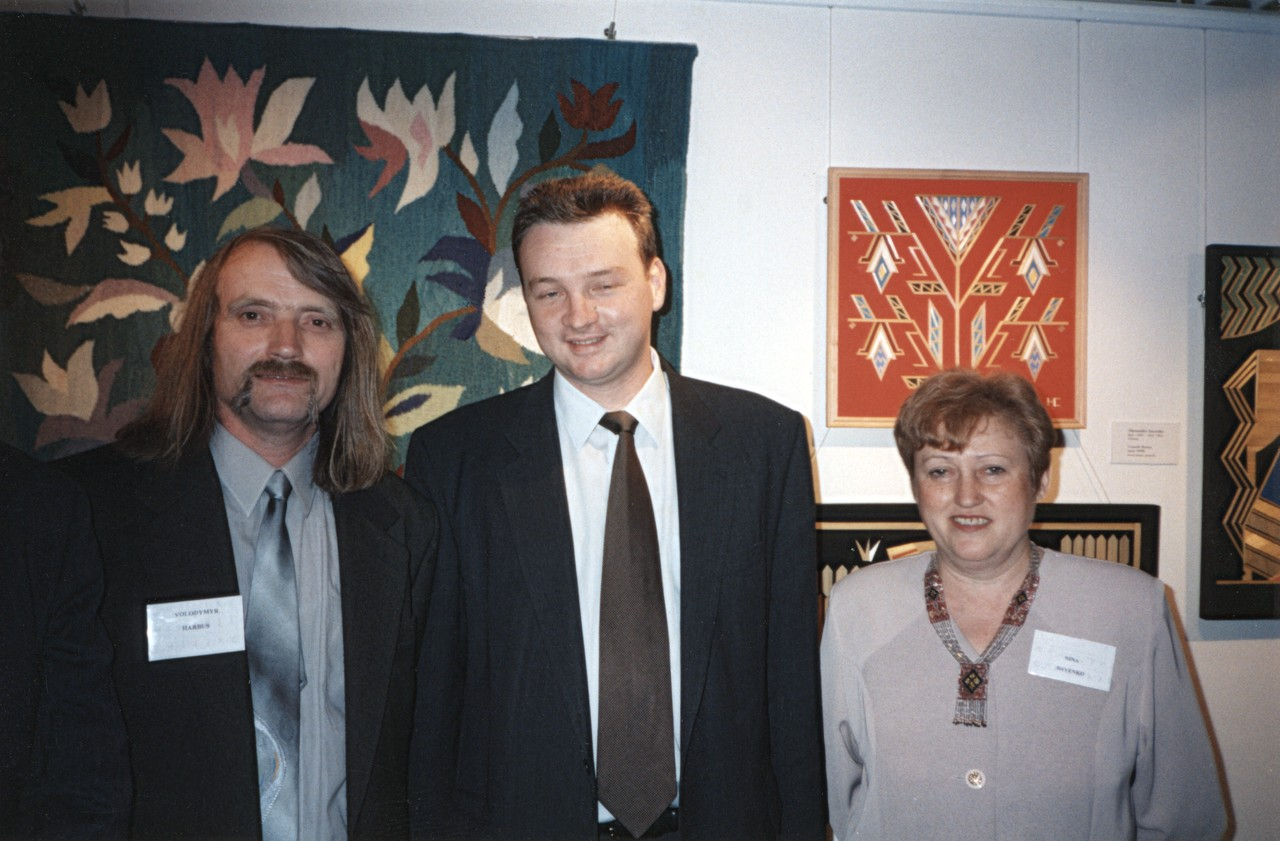
Ніна Саєнко (праворуч) і художник Володимир Гарбуз (ліворуч) разом з мером City of Parramatta David Borger під час виставки, організованої Спілкою українських митців Австралії (НПВ), квітень 2000 р. На другому плані видно твори (килим і солом'яні панно) мисткині.

Ніна Саєнко народилася 24 січня 1944 року у мальовничому м. Борзна Чернігівської області, в інтелігентній сім'ї. Її батько — Олександр Саєнко був художником, дідусь —біолог і викладач Саєнко Ферапонт Петрович (колега і друг науковця Костецького М. Д.).Мисткиня згадує: «Я дуже рано збагнула свою місію, коли залишилася десятирічною, після смерті мами, на руках у глухонімого батька. Навіть пам'ятаю цей момент: ішла з татом, міцно взявши його за руку, садибою в Борзні, і якоїсь миті гостро відчула, що маю відповідати за нього, підтримувати в житті та творчості. Батько привчав мене до мистецтва, при світлі каганчиків виклеював солом'яні панно, а я йому допомагала… Завжди з гордістю кажу, що закінчила Мистецьку студію Олександра Саєнка».

### Становлення творчої особистості
Вроджена допитливість і жвава зацікавленість яскравим розмаїттям світу є рушійною силою у всіх творчих проявах Н. Саєнко. Вона прагне розвивати свої здібності, здобуває вищу освіту, вступивши у 1965 в Київський університет на біологічний факультет з одночасним відвідуванням факультету журналістики, який закінчує у 1970. 

Фахове володіння словом допомагає їй у подальших мистецтвознавчих розвідках, публіцистичних виступах на захист цінностей української культури та її популяризації. Слово вона підкріплює художньою практикою, яка розпочалась із батькової майстерні. Коло творчих спілкувань Олександра Саєнка захопило і Ніну. Упродовж 1970—1975 років вона навчалась художньої майстерності не тільки на прикладах татових робіт, а й керувалась настановами його колег і друзів. Серед них відомий монументаліст академік Микола Стороженко, живописець Іван-Валентин Задорожний, майстриня килимарства Надія Бабенко та інші.

Починаючи з 1977 Ніна Саєнко бере участь в оформленні культурних центрів, шкіл, дитячих закладів та громадських споруд, поєднуючи стилістику сучасного дизайну з народними традиціями. Для її творів характерні чітка композиція, ритмізована орнаментика, розмаїття кольорових гам.
 Презентує мистецькі твори (килими, гобелени, мозаїки соломою, декоративні тканини — вибійки) на численних персональних, групових, всеукраїнських та міжнародних виставках. Бере участь у вітчизняних і міжнародних пленерах, відвідує Австралію, Бельгію, Німеччину, Польщу, Фінляндію, Францію та інші країни.

### Родина
Ніна Саєнко, як свідчить її кредо, високо цінує зв'язки між поколіннями, знаходить в них не тільки особисте, а й загальнолюдське джерело добра й процвітання. Вихована батьком-художником, вона сама стала мисткинею і передала творчу естафету дочці Олені Майданець-Баргилевич (н.1969), успішною в художній творчості.
Родовід Саєнків, історію якого Ніна Олександрівна вивчає як мистецтвознавець і розглядає як публіцист, привертає увагу науковців та митців як феномен української культури.

Номінантом на Шевченківську премію 2022 року є монографія Н. Саєнко. Пам'ять роду: Епістолярії родини Саєнків. — Харків: Контраст, 2021.

У книзі представлено документи з архіву родини Саєнків (1886—2020), які ілюструють скарбницю традицій родоводу в широкій панорамі життя українського народу. Уперше друкуються листи Ганни Барвінок, Андроника Лазарчука, Василя Кричевського, Сергія Устименка, Михайла Дерегуса, Василя Касіяна, Михайла Стельмаха та ін.

### Членство у творчих об'єднаннях
У 1989 мисткиню було прийнято до НСХУ Її рекомендували до вступу відомі митці Михайло Дерегус, Людмила Жоголь та Олександр Міловзоров.
У 1993  —прийнято до Національної спілки майстрів народного мистецтва України. Рекомендації склали Володимир Прядка, Сергій Нечипоренко та Василь Щербак.
З 1995  — Н.Саєнко є членкинею Європейської текстильної асоціації (ETN).

### Творче кредо
| «Співзвучність високій шляхетності душі мого батька – Олександра Саєнка, мистецтво українського відродження 1920-х років, любов до своєї землі проросли крізь моє серце, визначили творчий шлях і призначення на Землі: утверджувати добро, національне мистецтво, проповідувати своїми творами українську ідею. У своїх творах прагну розповісти про неповторний український край, показати красу природи і людей, нашу славну історію, втілити свої почуття в образи, що з’являються в уяві. Я присвячую свої твори українцям і Україні. Мрію про те, щоб вони несли добро, щирість і злагоду в наші оселі. Яскраві особистості, з якими я спілкувалась, направду стали символами-знаками моєї долі! Зустрівшись на моєму шляху, ці добрі люди формували мою свідомість, мої уподобання і дії. Вдячна всім, хто завжди зі мною, з ким відчуваю себе достойною на своєму жнивному полі». |

### Трудова діяльність
1983–1990 — заступник директора з наукової та виставкової діяльності Дирекції виставок Спілки художників України — організація понад 400 всеукраїнських, обласних, групових, персональних виставок, а також підготовка й видання проспектів, каталогів, буклетів та запрошень.
1990—1993  — художник Київського комбінату монументально-декоративного мистецтва.
1993–1996 — головний спеціаліст Міністерства культури України
1996–2007 — завідуюча галереєю «Аліпій», головний спеціаліст проведення виставок та мистецьких заходів «Українського дому» — організація понад 400 мистецьких проєктів, серед яких «Сучасне українське мистецтво», «Славетні імена», «Мистецтво одного села», «Мистецтво малих міст України», «Народне мистецтво України».
2011–2012 — куратор виставок Музею сучасного мистецтва, Київ.
2012–2015  — науковий працівник, старший інспектор науково-методичного відділу «НАОМА» та презентації виставкової діяльності Академії.

### Комплектація музейних колекцій
З 1993 Н. Саєнко бере участь у комплектації музейних колекцій Чернігівського художнього музею, Національного Шевченківського заповідника у Каневі, Хмельницького художнього музею та ін.

З 1996 — Засновниця художньо-меморіального музею Борзнянський художньо-меморіальний музей «Садиба народного художника України О. Саєнка» у м. Борзна Чернігівської області, яким опікується донині.

До музею родиною Саєнків передано понад 1000 експонатів, серед них оригінальні твори мистця та зібрана ним колекція народного мистецтва і старожитностей. Музей активно веде науково-дослідну, збирацьку, патріотично-виховну роботу.

### Громадська і педагогічно-консультативна діяльність
З 1995 Ніна Саєнко є консультантом з декоративного мистецтва Київської дитячої Академії мистецтв.

З 2000 — керівник, педагог Мистецької студії імені Олександра Саєнка для глухонімих дітей та сиріт у Києві. 

На благодійних засадах у студії створено необхідні умови для оволодіння дітьми основами образотворчої грамоти, технічними прийомами декоративного мистецтва (килимарство, мозаїка соломою, декоративний розпис, малярство на тканині та склі, писанкарство) й естетичного та морального виховання.

З 2003 Ніна Саєнко бере участь в діяльності Всеукраїнського жіночого товариства імені Олени Теліги.

З 2006  — Президент Міжнародного благодійного «Фонду Олександра Саєнка».
Під час виставок своїх художніх творів за кордоном, Ніна Саєнко дбає про те, щоб глядачі отримали правдиву інформацію про Україну. Так, під час експозиції в Австралії на запрошення СУАМА (Спілки українських образотворчих мистецтв Австралії) Ніна Олександрівна виступила у ролі повпреда, прочитавши доповідь про свою країну. «Нелегко їй було відповідати на запитання, які не по плечу навіть нашому Президентові: „Чому реформи не принесли добробуту і процвітання?“, „Коли буде покінчено з мафією і корупцією?“ і „Чи будуть, нарешті, в Україні всі розмовляти по-українськи?“»,- відзначала газета День

## Художні твори
- Панно, інкрустовані соломою:

«А зозулі кують» (1985), «Орнаментальна квітка» (1986), «Рано-вранці воду брала» (1988), «Золоті ворота» (1989), «Тече вода з-під явора» (1989), «Чар-зілля» (1989), «Зачарований світ» (1989), «Мозаїка» (1992), «Дивосвіт» (1992), «Червоне цвітіння» (1994), «Зелений вітер» (1995), «Символи Українського життя»(1999), «Всесвіт» (2011), «Чари Сіверщини» (2014).
- Килими та гобелени:

«Полудень» (1985), «Думи мої, квіти мої» (1988), «Купальська ніч» (1990), «Козацька балада» (1991), «Серпанок» (1992), «Сонячний» (1993), «Берегиня» (1994), «Рай-дерево» (1994), «Терновий цвіт» (1997), «Весільний» (1999), «Хмеліло літо» (2005), «Сонячна родина» (2008), «Княгині» (2009), «Пам'ять роду» (2013), «Цвіте терен» (2021).

## Мистецтвознавство, публіцистика
- Олександр Саєнко: До становлення і розвитку українського монументально-декоративного мистецтва XX століття: книга-альбом / авт.-упоряд. Н. Саєнко. — Київ: Вид-во ім. Олени Теліги, 2003. — 560 с., 264 іл. ISBN 966-7018-88-1
- Олександр Саєнко: Мистецька спадщина і сучасність / авт. концепції, текстів та упоряд. вид. Н. Саєнко. — Київ: Компанія ЛІК, 2009. — 320 с., 310 іл. ISBN 978-966-2931-12-9
- Український килим: Мистецька династія Саєнків: книга-альбом / авт.-упоряд. : Н. Саєнко, О. Майданець-Саєнко. — Київ: Мистецтво, 2012. — 144 с., 132 іл. ISBN 978-966-577-119-7
- Шевченкіана Олександра Саєнка: книга-альбом / авт.-упоряд. Н. Саєнко. — Харків: Вид-во «НТМТ», 2014. — 192 с. ISBN 978-617-578-163-0
- Саєнко Н. Знаки долі (книга-альбом). Харків: Вид-во «НТМТ», 2015. — 280 с., 435 іл. ISBN 978-617-578-214-9
- Мистецька династія Саєнків: Олександр Саєнко, Ніна Саєнко, Леся Майданець-Саєнко (альбом) / авт. концепції, тексту та упоряд. Ніна Саєнко, Леся Майданець-Саєнко. — Київ: Дніпро, 2016. — 208 с. ISBN 978-966-578-267-4
- Мистецькі традиції династії Саєнків у контексті української образотворчості XX — початку XXI століть: зб. наук. ст. (До 120-річчя від дня народження укр. мистця Олександра Саєнка) / [голов. ред. Личковах В.]. — Харків: НТМТ, 2020. — 240 с., іл. SBN 978-617-7405-45-9
- Золоте перевесло: Мистецька династія Саєнків у музеях України / авт. концепції і упоряд. : Н. Саєнко, О. Майданець-Баргилевич. — Київ: ВД «АДЕФ-Україна», 2021. — 312 с., 420 іл. ISBN 978-617-7736-80-5
- Саєнко Н. Пам'ять роду: Епістолярії родини Саєнків. 1886—2020. Харків: Контраст, 2021. — 648 с., 268 іл. ISBN 978-617-7405-47-3

### Статті Ніни Саєнко в Енциклопедії Сучасної України
- Баланівський Юрій Васильович ;
- Бойчук Тимофій (Тимко) Львович ;
- Верес Ганна Іванівна ;
- Верес Олена Іванівна ;
- Гайдамака Анатолій Васильович ;
- Гвоздик Кирило Васильович ;
- Григор'єв Сергій Олексійович ;
- Дерев'янко Євген Іванович ;
- Дигас Галина Йосипівна ;
- Доронькін Владислав Євгенович ;
- Дроздовський Петро Михайлович ;
- Єгіазарян Борис Завенович ;
- Карунський Михайло Йосипович ;
- Ковальчук Олександр Михайлович ;
- Кричевський Федір Григорович (Н. О. Саєнко, Г. Г. Стельмащук)  та інші.